# ديفيد جي. بي. تايلور
ديفيد جي. بي. تايلور هو دبلوماسي وشخصية أعمال وسياسي بريطاني، ولد في 5 يوليو 1933 في برستل في المملكة المتحدة، وتوفي في 8 نوفمبر 2007 في لندن في المملكة المتحدة. انتخب Chief Executive of the Falkland Islands ‏ (سبتمبر 1988 – أبريل 1989) وانتخب حاكم  مونتسرات ‏ (23 مايو 1990 – 16 يوليو 1993).